# ECupid
eCupid è un film del 2011 diretto da J.C. Calciano.

## Trama
Marshall è un uomo che sta per compiere 30 anni. È fidanzato con l'affascinante Gabe (diminutivo di Gabriel) da sette anni. Vivono insieme. Marshall lavora in ufficio, eseguendo gli ordini dell'intransigente Mr. Hutchington. Gabe lavora in un bar chiamato “Angel Caffè” insieme all'amico Chris, fidanzato con l'attraente Richard. Tuttavia, nel loro mondo perfetto, c'è qualcosa che non va: Marshall è stanco della monotonia e della continua assenza di Gabe a casa. Inoltre capisce di non aver mai combinato niente nella vita. Richard gli suggerisce di non fare niente, perché potrebbe perdere per sempre Gabe. Il ragazzo, però, scarica un'applicazione eCupid in cui ammette di sentirsi insoddisfatto della sua relazione. Gabe lo viene a sapere e, di conseguenza, decide di andarsene di casa.
Gabe si rifugia a casa di Chris e Richard che cercano di dargli sostegno. Marshall intanto conosce Keith, un suo amico di lavoro, particolarmente interessato a lui. L'applicazione eCupid non sarà affatto d'aiuto a far tornare Gabe e Marshall insieme. Anzi, peggiorerà la situazione eliminando automaticamente i messaggi che i ragazzi si mandano e facendo entrare persone indesiderate nella vita di Marshall. Keith approfitta della situazione per posizionarsi tra i due ragazzi, facendo in modo che la gelosia di Gabe aumenti a dismisura. Intanto nella vita di quest'ultimo arriva un uomo che sembra essere interessato a lui. Tuttavia, Gabe decide di tornare a casa dai genitori.
Marshall riceve così un messaggio da eCupid che gli domanda cosa ha imparato. In realtà l'applicazione ha fatto capire al ragazzo quanto stesse nel torto e quanto fosse stato egoista nel volere sempre di più. I due si riappacificano, anche grazie a Keith, Chris e Richard. Finalmente inaugurano un nuovo locale, pronti a cominciare daccapo.